# Portunus ventralis
Portunus ventralis är en kräftdjursart som först beskrevs av Alphonse Milne-Edwards 1879.  Portunus ventralis ingår i släktet Portunus och familjen simkrabbor. Inga underarter finns listade i Catalogue of Life.